# Roman Pindel
Roman Pindel (ur. 18 listopada 1958 w Oświęcimiu) – polski duchowny rzymskokatolicki, profesor nauk teologicznych, rektor Wyższego Seminarium Duchownego Archidiecezji Krakowskiej w latach 2011–2013, biskup diecezjalny bielsko-żywiecki od 2014.

## Życiorys
Urodził się 18 listopada 1958 w Oświęcimiu jako jedno z trojga dzieci Jakuba i Rozalii Pindlów. Kształcił się w Liceum Ogólnokształcącym im. Marii Skłodowskiej-Curie w Andrychowie, w klasie o profilu matematyczno-fizycznym. W latach 1977–1983 studiował w Wyższym Seminarium Duchownym Archidiecezji Krakowskiej. Święceń prezbiteratu udzielił mu 22 maja 1983 w katedrze na Wawelu kardynał Franciszek Macharski, arcybiskup metropolita krakowski. Inkardynowany został do archidiecezji krakowskiej. Od 1986 kontynuował studia na Papieskiej Akademii Teologicznej w Krakowie, które ukończył w 1990 z doktoratem z nauk teologicznych na podstawie dysertacji Chrystus jako Arcykapłan współczujący według Listu do Hebrajczyków. W 2001 na podstawie rozprawy W obronie prawdy Ewangelii. Analiza literacko-retoryczna Ga 1, 11-2, 21 uzyskał habilitację. W 2005 otrzymał tytuł profesora nauk teologicznych.
Pracował jako wikariusz w parafiach Świętych Apostołów Szymona i Judy Tadeusza w Kozach i Narodzenia Najświętszej Maryi Panny w Racławicach. W archidiecezji krakowskiej został ustanowiony duszpasterzem i koordynatorem grup modlitewnych Ruchu Odnowy w Duchu Świętym, a także delegatem biskupa ds. nowych ruchów religijnych.
W 1986 został wykładowcą Papieskiej Akademii Teologicznej w Krakowie (następnie Uniwersytetu Papieskiego Jana Pawła II). Na uczelni objął funkcję kierownika Katedry Hermeneutyki Biblijnej i Judaistyki. W latach 2004–2011 był ojcem duchownym w Wyższym Seminarium Duchownym w Krakowie, a w latach 2011–2013 piastował w nim stanowisko rektora. We wrześniu 2013 został wybrany przewodniczącym Konferencji Rektorów Seminariów Duchownych diecezjalnych i zakonnych w Polsce.
16 listopada 2013 papież Franciszek mianował go biskupem diecezjalnym diecezji bielsko-żywieckiej. 6 stycznia 2014 otrzymał święcenia biskupie i odbył ingres do katedry św. Mikołaja w Bielsku-Białej. Konsekracji dokonał kardynał Stanisław Dziwisz, arcybiskup metropolita krakowski, z towarzyszeniem arcybiskupa Celestina Migliorego, nuncjusza apostolskiego w Polsce, i Tadeusza Rakoczego, ustępującego biskupa diecezjalnego bielsko-żywieckiego. Jako zawołanie biskupie przyjął słowa „Verbum Vitae continentes” (Trzymajcie się mocno Słowa Życia). 7 stycznia 2014 kanonicznie objął diecezję, a 19 stycznia 2014 odbył ingres do konkatedry Narodzenia Najświętszej Maryi Panny w Żywcu.
W Konferencji Episkopatu Polski został współprzewodniczącym Zespołu ds. Dialogu ze Wspólnotą Kościelną Luterańsko-Augsburską, a także członkiem Komisji Duchowieństwa, Sekcji Nauk Biblijnych Komisji Nauki Wiary, Rady ds. Ekumenizmu oraz Zespołu ds. Ruchów Intronizacyjnych.
W 2021 państwowa komisja ds. pedofilii złożyła do prokuratury zawiadomienie o podejrzeniu popełnienia przez niego (oraz innych biskupów: Tadeusza Rakoczego, Piotra Gregera i kardynała Stanisława Dziwisza) przestępstwa niezawiadomienia organów ścigania o nadużyciach seksualnych na szkodę małoletnich, których w latach 1984–1989 miał się dopuścić ówczesny proboszcz parafii św. Marii Magdaleny w Międzybrodziu Bialskim. Prokurator odmówił wszczęcia postępowania w tej sprawie, uznając, że gdy hierarchowie mieli otrzymać informacje o tych czynach, nie istniał jeszcze prawny obowiązek zawiadomienia organów ścigania.